# Canoagem nos Jogos Olímpicos de Verão de 2012 - Slalom C-1 masculino
A competição do slalom C-1 masculino da canoagem nos Jogos Olímpicos de Verão de 2012 realizou-se nos dias 29 de julho, com a fase eliminatória, e 31 de julho nas fases semifinal e final, no Lee Valley White Water Centre.

## Medalhistas
| Ouro   | FRA Tony Estanguet   |
| Prata  | GER Sideris Tasiadis |
| Bronze | SVK Michal Martikán  |

## Resultados
| Pos.              | Canoísta               | Preliminar | Preliminar | Preliminar | Preliminar | Preliminar | Preliminar | Semifinal   | Semifinal   | Semifinal   | Final       | Final       | Final       |
| Pos.              | Canoísta               | Descida 1  | Pen.       | Descida 2  | Pen.       | Melhor     | Ordem      | Tempo       | Pen.        | Ordem       | Tempo       | Pen.        | Ordem       |
| ----------------- | ---------------------- | ---------- | ---------- | ---------- | ---------- | ---------- | ---------- | ----------- | ----------- | ----------- | ----------- | ----------- | ----------- |
| Medalha de ouro   | FRA Tony Estanguet     | 93.24      | 4          | 99.20      | 4          | 93.24      | 7          | 101.67      | 0           | 3           | 97.06       | 0           | 1           |
| Medalha de prata  | GER Sideris Tasiadis   | 96.12      | 4          | 92.83      | 2          | 92.83      | 4          | 98.94       | 0           | 1           | 98.09       | 0           | 2           |
| Medalha de bronze | SVK Michal Martikán    | 139.46     | 50         | 90.56      | 0          | 90.56      | 1          | 104.04      | 2           | =4          | 98.31       | 0           | 3           |
| 4                 | ESP Ander Elosegi      | 93.24      | 0          | 96.60      | 6          | 93.24      | 6          | 104.04      | 2           | =4          | 102.61      | 0           | 4           |
| 5                 | CZE Stanislav Ježek    | 94.09      | 2          | 206.82     | 104        | 94.09      | 9          | 104.37      | 4           | 7           | 105.73      | 2           | 5           |
| 6                 | AUS Kynan Maley        | 96.07      | 2          | 96.68      | 4          | 96.07      | 12         | 105.49      | 2           | 8           | 107.08      | 0           | 6           |
| 7                 | JPN Takuya Haneda      | 101.13     | 6          | 92.72      | 0          | 92.72      | 3          | 104.16      | 0           | 6           | 110.62      | 2           | 7           |
| 8                 | SLO Benjamin Savšek    | 90.83      | 0          | 203.42     | 110        | 90.83      | 2          | 99.92       | 0           | 2           | 219.95      | 108         | 8           |
|                   |                        |            |            |            |            |            |            |             |             |             |             |             |             |
| 9                 | POL Grzegorz Kiljanek  | 101.03     | 2          | 93.50      | 0          | 93.50      | 8          | 106.14      | 4           | 9           | Não avançou | Não avançou | Não avançou |
| 10                | GBR David Florence     | 101.60     | 4          | 93.04      | 0          | 93.04      | 5          | 106.16      | 2           | 10          | Não avançou | Não avançou | Não avançou |
| 11                | RUS Alexander Lipatov  | 96.13      | 0          | 95.51      | 2          | 95.51      | 10         | 107.49      | 2           | 11          | Não avançou | Não avançou | Não avançou |
| 12                | CHN Teng Zhiqiang      | 95.68      | 0          | 96.06      | 2          | 95.68      | 11         | 107.53      | 0           | 12          | Não avançou | Não avançou | Não avançou |
|                   |                        |            |            |            |            |            |            |             |             |             |             |             |             |
| 13                | ITA Stefano Cipressi   | 96.40      | 0          | 99.74      | 4          | 96.40      | 13         | Não avançou | Não avançou | Não avançou | Não avançou | Não avançou | Não avançou |
| 14                | USA Casey Eichfeld     | 97.04      | 2          | 102.02     | 4          | 97.04      | 14         | Não avançou | Não avançou | Não avançou | Não avançou | Não avançou | Não avançou |
| 15                | GRE Christos Tsakmakis | 165.79     | 54         | 105.22     | 4          | 105.22     | 15         | Não avançou | Não avançou | Não avançou | Não avançou | Não avançou | Não avançou |
| 16                | ARG Sebastián Rossi    | 109.41     | 8          | 107.52     | 4          | 107.52     | 16         | Não avançou | Não avançou | Não avançou | Não avançou | Não avançou | Não avançou |
| 17                | KAZ Rafail Vergoyazov  | 125.49     | 8          | 225.23     | 106        | 125.49     | 17         | Não avançou | Não avançou | Não avançou | Não avançou | Não avançou | Não avançou |